# Engenho Velho
Engenho Velho is een gemeente in de Braziliaanse deelstaat Rio Grande do Sul. De gemeente telt 1.467 inwoners (schatting 2009).